# پیروزآباد (رودبار جنوب)
پیروزآباد یا فیروزآباد، روستایی در دهستان رودبار بخش مرکزی شهرستان رودبار جنوب در استان کرمان ایران است. این روستا، مرکز دهستان رودبار است.

## جمعیت
بر پایه سرشماری عمومی نفوس و مسکن در سال ۱۳۹۵، جمعیت این روستا برابر با ۱٬۳۵۹ نفر (۳۹۲ خانوار) بوده است.